# Franciscus de Neve I

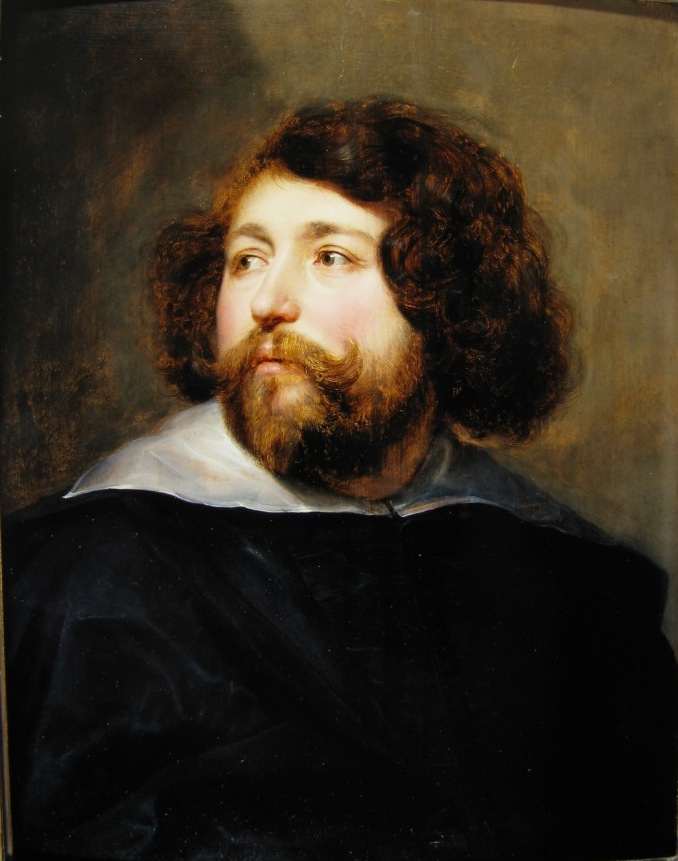
Ritratto di uomo, probabilmente Andreas Colyns de Nole

Franciscus de Neve I noto anche come Frans de Neve I, Franciscus De Neve, Franciscus Deneve, Frans Deneve, Franciscus de Neue o Frans de Neue (Anversa, 1606 – ...) è stato un pittore fiammingo specializzato in pittura storica, paesaggi e ritratti.

## Biografia
Era figlio di Guilleaume de Neve, uno scultore, e Maike o Anna Vermeuren. Venne battezzato nella Cattedrale di Anversa l'11 giugno 1606.
Non esistono informazioni sulla sua formazione. Probabilmente viaggiò a Roma negli anni 1620-1630. Divenne un maestro ad Anversa, nellaCorporazione di San Luca, nel 1629-1630. Sposò Francisca Wortelmans, figlia del pittore Adriaan Wortelmans, il 13 marzo 1630. Non si sa nulla delle sue attività dopo il 1640.
I suoi fratelli Cornelis e Simon erano, rispettivamente, uno scultore e un ritrattista. Fu il padre di Franciscus de Neve II), anche lui pittore.
Poiché i primi biografi come Arnold Houbraken e Jean-Baptiste Descamps non si resero conto che c'erano due artisti chiamati Franciscus de Neve, confondevano e fondevano le vite di padre e figlio e misero il padre in modo errato a Roma dopo il 1660.
Morì ad Anversa o a Bruxelles nel 1681 o nel 1688.

## Opere
Franciscus de Neve si guadagnò una reputazione, nella sua città natale di Anversa, con i suoi dipinti storici. Non è chiaro se abbia lavorato come molti pittori di Anversa del suo tempo in alcune delle grandi commissioni del laboratorio di Rubens negli anni 1630. Poche sono le opere a lui attribuite.
Dipinse anche ritratti e Ritratto di uomo, datato 1635 (con Otto Naumann Ltd), mostra l'influenza dei maestri fiamminghi contemporanei Peter Paul Rubens e Antoon van Dyck.